# Pablo Junior Barros
Pablo Junior Barros Herrera  (Quetzaltenango, Guatemala; 17 de abril de 1987) es un futbolista Guatemalteco naturalizado brasileño. Su padre Paulo Cesar Barros es un entrenador de fútbol brasileño y su madre es guatemalteca. Juega en la posición de delantero para el Club Social y Deportivo Suchitepequez de Guatemala. Pablo Barros comenzó a jugar en la Primera División del Fútbol Guatemalteco con la Aurora F.C. de Guatemala, luego se dio a conocer en la Liga Mayor jugando para el Deportivo Suchitepéquez además también es hermano de Carlos Barros, que juega actualmente en el Deportivo Suchitepéquez como Posición de defensa central

## Clubes
| Club                                  | País      | Año             |
| ------------------------------------- | --------- | --------------- |
| Aurora F.C.                           | Guatemala | 2008 - 2012     |
| Club Social y Deportivo Suchitepéquez | Guatemala | 2012 - Presente |

- Datos: Q16297655